# Scrapheap Challenge
Scrapheap Challenge är en brittisk TV-serie från 1998 till 2010, där två tävlande lag möts i varje avsnitt. De tävlande lagens uppgift är att bygga något av skrot som på bästa sätt fyller en uppgift. Detta kan vara allt från hydrokoptrar och träsk-skärare till katapulter och jetbilar. Det segrande laget går vidare och möter resterande kvarvarande lag. Det har producerats 11 säsonger av serien. Robert Llewellyn har varit programledare för alla säsonger fram till och med starten av säsong 11. I Sverige har TV-serien sänts på TV6 och Discovery Channel.
Det har även spelats in en amerikansk version under namnet Junkyard Wars och några avsnitt av en svensk version spelades även in under namnet Skrotslaget.